# 8e arrondissement de Bangui
Pour les articles homonymes, voir 8e arrondissement.
Le 8e arrondissement de Bangui est une subdivision administrative de la ville de Bangui, située dans la partie nord-ouest de la capitale centrafricaine. 

## Situation
Il est limité au nord par la commune de Bégoua, au nord-est la route nationale RN2 : Avenue de l’Indépendance le sépare du 4e arrondissement et s’étend au sud jusqu'à l’avenue des Martyrs qui marque la limite du 5e arrondissement. A l’est, il est limitrophe de l’aéroport international de Bangui.

## Quartiers
L’arrondissement est constitué de 18 quartiers dont 15 recensés en 2003 : Galabadja 1, Galabadja 2, Galabadja 3, Galabadja 4, Galabadja 5, Galabadja 6, Galabadja-Sinistrés, Gobongo 2, Gobongo 3, Lipia 2, Lipia 3, Ngongonon 1, Ngongonon 2, Ngongonon 3, Ngongonon 4, Ngongonon 5, Ngongonon 6, Ngongonon 7.

## Édifices et monuments
- Église catholique Saint Jean de Galabadja, quartier Galabadja-Sinistrés
- Église évangélique luthérienne, avenue de France, quartier Ngongonon 5
- Ancienne usine textile UCATEX, quartier Ngongonon 6

## Santé
L'arrondissement compte plusieurs formations sanitaires, dont le centre de santé Saint Jean de Galabadja.

## Représentation politique
La 8e arrondissement de Bangui est constitué de deux circonscriptions électorales législatives.
| Date d'élection | Identité                  | Parti       | notes               |
| --------------- | ------------------------- | ----------- | ------------------- |
| 2016            | Yvonne Ndoyo née Wobendon | indépendant | 1re circonscription |
| 2016            | Vital Léopold Yongoro     | URCA        | 2e circonscription  |